# Zbigniew Wdowiak
Zbigniew Andrzej Wdowiak (ur. 11 stycznia 1961 w Łęczycy) – polski urzędnik państwowy i samorządowy, były wicewojewoda płocki.

## Życiorys
Ukończył historię na Wydziale Filozoficzno-Historycznym Uniwersytetu Łódzkiego oraz studia podyplomowe na Akademii Ekonomicznej w Katowicach. Od 1983 pracował jako nauczyciel w szkołach podstawowych i średnich.
Od 1990 przez dwie kadencje zasiadał w radzie miasta Kutno, reprezentując gminę w sejmiku samorządowym. W latach 1993–1994 zajmował stanowisko wiceprezydenta. W 1998 z ramienia Unii Wolności był wicewojewodą płockim (ostatnim przed reformą samorządową).
Następnie pełnił funkcję wicekuratora oświaty województwa łódzkiego i dyrektora Biura Rzecznika Praw Dziecka. W latach 2002–2007 był dyrektorem Liceum Ogólnokształcącego im. Jana Henryka Dąbrowskiego w Kutnie.
W wyborach samorządowych w 2006 ponownie uzyskał mandat radnego z ramienia lokalnego komitetu. Kilka miesięcy później został powołany na stanowisko zastępcy prezydenta miasta. W 2010, 2014, 2018 i 2024 również wybierany do rady miasta.